# Helina cilipes
Helina cilipes är en tvåvingeart som först beskrevs av Johann Andreas Schnabl 1902.  Helina cilipes ingår i släktet Helina och familjen husflugor. Arten är reproducerande i Sverige. Inga underarter finns listade i Catalogue of Life.